# Dorfkirche Plessa

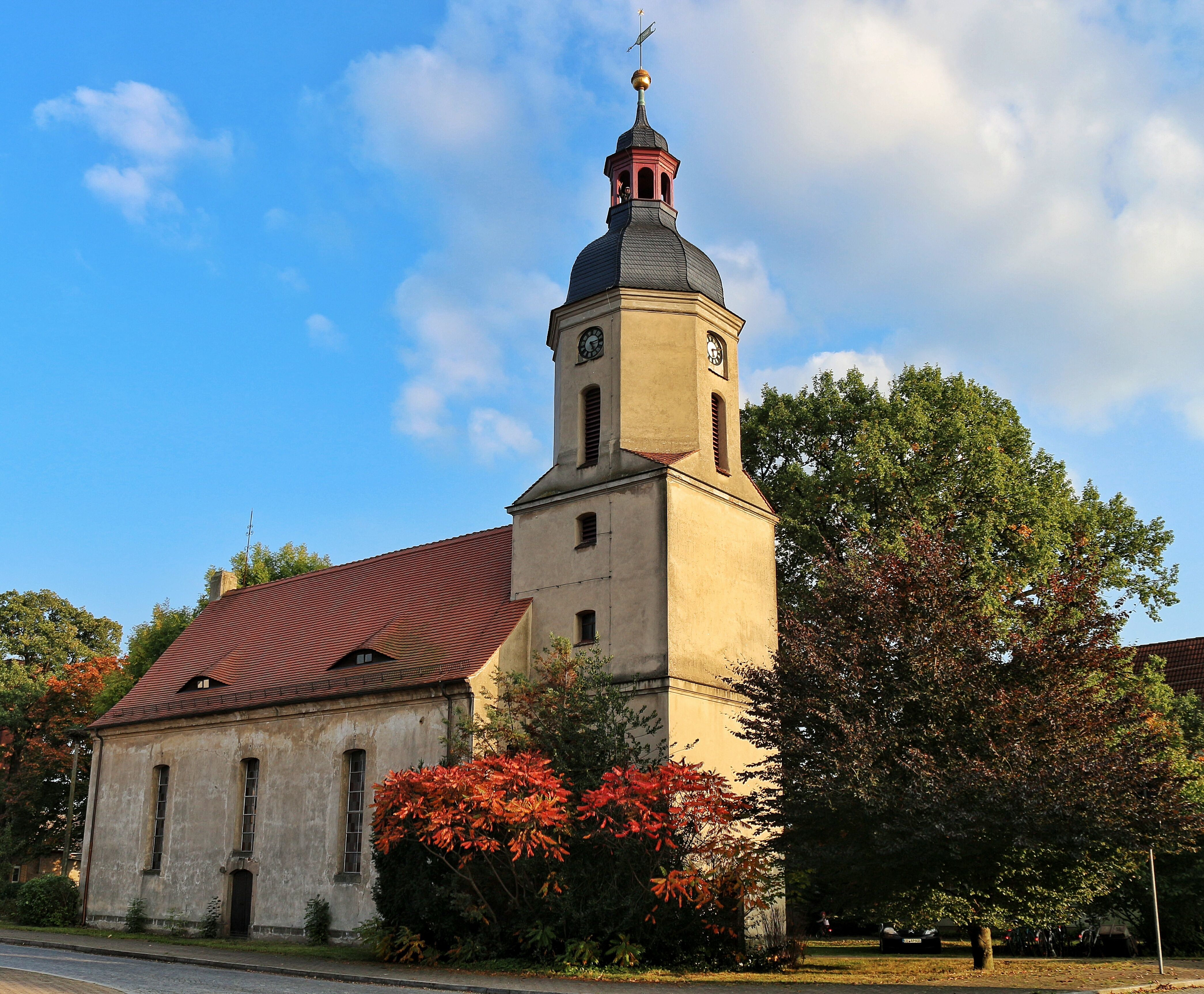
Dorfkirche Plessa

Die evangelische Dorfkirche Plessa ist ein denkmalgeschütztes Kirchengebäude in der Gemeinde Plessa im südbrandenburgischen Landkreis Elbe-Elster.

## Baubeschreibung und -geschichte

Die Plessaer Kirche auf einer Postkarte um 1911.

Westliche Ansicht (1912)

Im Jahre 1540 erfolgte die erste Erwähnung einer lediglich hölzernen Kapelle ohne Altargerät und -schmuck. Gepredigt wurde zu dieser Zeit noch in wendischer Sprache. 1792 errichtete man in Plessa schließlich eine steinerne Kirche. Errichtet wurde sie vom Zimmerermeister Mittag und vom Maurermeister Weichelt (beide aus Elsterwerda). Diese bereits mit einer Orgel ausgestattete Kirche fiel allerdings wenige Jahre später am 25. Oktober 1811 einem verheerenden Dorfbrand zum Opfer. Nur vier Gehöfte entgingen dem Großbrand. Neben der Kirche trug auch das Schulhaus große Schäden davon.
1814 wurde schließlich der bis in die Gegenwart erhalten gebliebene Kirchenbau errichtet. Daran beteiligt waren unter anderem wiederum die beiden Elsterwerdaer Handwerker Mittag und Weichelt. Den Altar erhielt man vom Tischlermeister Keil aus Gruhna. Die zwei Glocken wurden vom Dresdner Glockengießer La Max geschaffen. Eine erste Orgel erhielt diese Kirche dann im Jahre 1818. In den Jahren 1886 und 1888 trug das Bauwerk allerdings schwere Unwetterschäden davon. Vor allem ihr Inneres soll darunter gelitten haben.
Der Ort Plessa gehörte ursprünglich zum Kirchspiel Elsterwerda und dessen Kirche war eine Filialkirche von Elsterwerda. Das blieb sie zum Jahre 1865. In jenem Jahr wurde in Plessa ein eigenes Pfarrhaus errichtet. Zum Kirchspiel Plessa gehörte außerdem die Kirche im benachbarten Kahla. In der Gegenwart gehören zum, dem Kirchenkreis Bad Liebenwerda zugehörigen, Kirchspiel Plessa die Orte Kahla, Hohenleipisch, Döllingen, Gorden und Dreska.
Bei der im Jahre 1814 erbauten Plessaer Kirche handelt es sich um einen mit Rauputz versehenen Saalbau mit Satteldach. Im Westen befindet sich ein Turm mit achtseitigem Oberteil, Schweifhaube und Laterne. An der Ostseite befindet sich die Sakristei.

## Ausstattung (Auswahl)
Das Innere der Kirche ist von einer dreiseitigen Empore geprägt. Sie besitzt einen hölzernen Kanzelaltar und eine Sandsteintaufe mit einer spätmittelalterlichen Kuppa.
Die heute in der Kirche vorhandene Orgel erhielt sie bereits im Jahre 1890. Das Instrument wurde von der Schweidnitzer Orgelbaufirma Schlag & Söhne (op. 322) geschaffen. Die bespielbare Orgel besitzt eine mechanische Kegellade, zwei Manuale und 12 Register.